# Jiří Pařík
Jiří Pařík (21. února 1930 Praha – 1. prosince 1999 Praha) byl český malíř, kreslíř, ilustrátor a karikaturista. Byl synem sochaře Antonína Paříka. Patřil k okruhu přátel spisovatele Bohumila Hrabala.

## Život
Narodil se 21. února 1930 v Praze, od mládí se věnoval kresbě a malbě. Díky svému otci Antonínu Paříkovi, svéráznému sochaři a tvůrci naivních dřevěných soch, mu nebylo cizí ani sochařství. Jako ilustrátor a karikaturista přispíval do Mladého světa, Literárních novin, Kulturní tvorby a časopisů Výtvarná práce, Plamen ad.[zdroj?]
Rád pracoval s tuší a s akvarelovými barvami. Pokud se nejednalo o čistou perokresbu, doplňoval pevnou a jasnou obrysovou linku výraznými barevnými plochami, jež by v řadě případů obstály jako samostatná abstraktní kompozice. Pro Paříkovy práce je typická značná nadsázka, vtip a podtext. Ačkoli se nejedná o literaturu, je namístě při pohledu na jeho obrázky „číst mezi řádky“... Častým námětem jeho kreseb jsou ženy, milenecké páry, balóny, koně, ptáci, lvi, psi, apod., ojedinělá nejsou ani parodická zobrazení sebe sama.[zdroj?]

### Jiří Pařík očima svého syna, Martina Paříka, anebMalostranská reminiscence(2014)
"Otec sedával na kamenném schodu před galerií v Nerudovce, kde vystavoval své pitoreskní veduty Prahy se slečinkami oděnými toliko imaginací, lísajícími se k něžným koníkům, zlatavým hřívám lvíčků či ptačím zobákům, k zvířátkům s lidskýma očima a duší. A také zde byly dědovy skulptury ze dřeva a kůry, šišek a jehličí a všechny promlouvaly svou tichou mluvou, ač děsivě nehybné, přec v každém okamžiku připraveny učinit první pohyb. A z útrob výstavní síně linuly se tóny jazzu... A ta hudba a ty kresby za oknem splývaly do libozvučného akordu, jenž rozechvíval srdce kolemjdoucích, kteří maní zabočili do gotického sklepení protkaného prádelními šňůrami, na nichž zavěšeny za dřevěné kolíčky, visely čtvrtky plné čar a akvarelových rozpitých skvrn. A tam ti mužové v kloboucích a dámy s mohutnými drdoly spočinuli v němém údivu ne nepodobném tomu, když oko člověka poprvé spatřilo moře. A chraplavý hrdelní hlas dobrého Louise vás konejšil a houpal na vlnách a sny se počaly zhmotňovat a z kreseb vylupovat: krásky seskakovaly z papíru a tančily a nad hlavami se vznášely balóny prvních vzduchoplavců a vůně barev způsobovala opojnou závrať. Tak nějak to tehdy bylo... nebo aspoň být mohlo."